# Сан-Жуан-Батиста-ду-Глория
Сан-Жуан-Батиста-ду-Глория (порт. São João Batista do Glória) — муниципалитет в Бразилии, входит в штат Минас-Жерайс. Составная часть мезорегиона Юг и юго-запад штата Минас-Жерайс. Входит в экономико-статистический микрорегион Пасус. Население составляет 6950 человек на 2006 год. Занимает площадь 553,346 км². Плотность населения — 12,6 чел./км².

## История
Город основан 24 июня 1949 года.

## Статистика
- Валовой внутренний продукт на 2003 год составляет 181 438 824,00 реалов (данные: Бразильский институт географии и статистики).
- Валовой внутренний продукт на душу населения на 2003 год составляет 27 329,24 реалов (данные: Бразильский институт географии и статистики).
- Индекс развития человеческого потенциала на 2000 год составляет 0,770 (данные: Программа развития ООН).